# Vaiņode flygplats
Vainode är en flygplats i Lettland.   Den ligger i kommunen Vaiņodes novads, i den västra delen av landet, 150 km väster om huvudstaden Riga. Vainode ligger 133 meter över havet.
Terrängen runt Vainode är platt. Runt Vainode är det ganska glesbefolkat, med 34 invånare per kvadratkilometer. Närmaste större samhälle är Priekule, 18,3 km väster om Vainode. Omgivningarna runt Vainode är en mosaik av jordbruksmark och naturlig växtlighet.